# Adrastea
Adrastea är en av Jupiters mindre månar, den är den andra månen räknat inifrån och upptäcktes av astronomerna David C Jewitt och G. Edward Danielson den 8 juli 1979 då man studerade de fotografier som Voyager 2 skickat tillbaka. Den fick den tillfälliga beteckningen S/1979 J1 och 1983 uppkallades den efter gudinnan Adrasteia som var ansvarig för att dela ut belöningar och straff och var dotter till Zeus och Ananke i den grekiska mytologin.

## Omloppsbanans egenskaper
Adrastea kretsar kring Jupiter på ett avstånd av 127 969 km, på 7 timmar och 4 minuter. Banans excentricitet är 0,0018 med en lutning på 0,054° i förhållande till Jupiters ekvatorialplan. Den rör sig inom Jupiters ringsystem och är troligtvis en bidragande källa till ringpartiklarna.
Den ligger innanför Jupiters jovistationära omloppsbana och närmar sig därför Jupiter lite för varje varv och slutligen kommer den att falla in i Jupiter. Den ligger också innanför Roche-gränsen men den är troligtvis för liten för att slitas sönder av tidvattenkrafterna. 

## Fysiska egenskaper
Adrastea har en genomsnittlig diameter på 16,4 km. Densiteten är uppskattad till 4 500 kg/m3 vilket kan tyda på att den är uppbyggd av silikater och fruset vatten. Den har en mörk yta med en albedo på 0,05 vilket betyder att endast 5 % av solljuset som träffar den reflekteras. Magnituden är ca 18,7. Adrastea roterar kring sin egen axel på 7 timmar och 9 minuter och har därför i praktiken en bunden rotation